# Cjevovod Baku – Tbilisi – Ceyhan
Naftovod Baku – Tbilisi – Ceyhan (BTC) je 1768 kilometara dugačak naftovod, koji vodi od naftnog polja Azeri – Čirag – Gunašli u Kaspijskom jezeru do Sredozemnog mora. Preko Tbilisija, povezuje Baku, glavni grad Azerbejdžana i Ceyhan, luku na jugoistočnoj obali Sredozemlja u Turskoj. To je drugi najduži cjevovod u bivšem Sovjetskom Savezu, nakon cjevovoda Družba. Prva nafta ispumpana u Bakuu stigla je do Ceyhana 28. svibnja 2006. godine. Vlasnik je konzorcij koji čini jedanaest naftnih tvrtki, u kojem britanska BP grupa drži najveći udio s 30,1 %, a slijedi ju Državna naftna kompanija Azerbajdžanske Republike (SOCAR) s 25 %. Izgradnja objekta započela je 2002. godine.
Troškovi izgradnje iznosili su oko 2,5 milijarde eura, a financirali su ih Europska banka za obnovu i razvitak, Međunarodna financijska korporacija, koja je dio skupine Svjetske banke, te skupina 15 privatnih banaka.
S geopolitičkog gledišta, glavni cilj izgradnje cjevovoda bio je stvoriti put za transport nafte iz Azerbejdžana, a kasnije i Kazahstana, na svjetska tržišta, koji će biti neovisan o Rusiji. SAD i Velika Britanija, koje su lobirale i financirale projekt, kao svoje opravdanje iznijele su ideju o potrebi diverzifikacije putova izvoza energije i stabiliziranja svjetskog tržišta energije. Ovo je prvi naftovod u ZND-u, koji je zaobišao Rusiju i uz izravno sudjelovanje Sjedinjenih Država i Velike Britanije. Od početka svog rada, još se jednom promijenila geopolitička ravnoteža snaga u ovoj velikoj regiji, koja pokriva Srednju Aziju, Kavkaz i Kaspijsko more. Prijevoz značajnih količina nafte, koja bi se inače trebala transportirati preko ruskog teritorija naftovodom Baku – Novorosijsk, sada zaobilazi Rusiju, što smanjuje njezin utjecaj u regiji.
Cjevovod je ojačao Tursku kao regionalnu silu jer je čini manje ovisnom o nafti i plinu uvezenim iz Rusije i Irana. Kroz ovaj projekt Rusija je izgubila kontrolu nad Azerbajdžanom, koju Moskva vidi u svojoj sferi utjecaja. Uz to, Rusiji nedostaju visoke tranzitne naknade koje bi ostvarila prilikom transporta preko ruskog teritorija.